# 岡山県道109号高瀬油野線
岡山県道109号高瀬油野線（おかやまけんどう109ごう たかせゆのせん）は、岡山県新見市を通る一般県道である。

## 概要
新見市神郷高瀬から新見市神郷油野に至る。

### 路線データ
- 起点：岡山県新見市神郷高瀬（岡山県道・鳥取県道11号新見多里線交点）
- 終点：岡山県新見市神郷油野（岡山県道・広島県道12号足立東城線交点）
- 総延長：8.75 km

## 歴史
- 2005年（平成17年）3月31日 - 新見市と阿哲郡の全4町が対等合併して改めて新見市が発足したことに伴い、起点と終点の地名表記が変更される。
- 2006年（平成18年）4月1日 - 県道の管理権限を岡山県から新見市へ移譲[1]。

## 地理

### 通過する自治体
- 新見市

### 交差する道路
| 交差する道路                     | 交差する場所 | 交差する場所 |
| -------------------------------- | ------------ | ------------ |
| 岡山県道・鳥取県道11号新見多里線 | 神郷高瀬     | 起点         |
| 岡山県道・広島県道12号足立東城線 | 神郷油野     | 終点         |

### 沿線
- 三室川ダム（終点付近）